# 奥利亨卡市镇
奥利亨卡市镇（烏克蘭語：Ольгинська селищна громада）是乌克兰顿涅茨克州沃尔诺瓦哈区的一个市镇，行政中心为奥利亨卡。市镇面积为341.8平方公里，人口数量为19,174人（2020年）。

## 居民点
该市镇包括11个居民点：5个市级镇和6个村庄。